# James Parkes
Pour les articles homonymes, voir Parkes.
James Parkes, né le 22 décembre 1896 à Guernesey et mort le 10 août 1981, est un théologien britannique,  prêtre de l'Église anglicane et historien des religions. Ses  ouvrages, dont The Jew and His Neighbour (1930) et The Conflict of the Church and Synagogue (1934), ont  marqué le renouveau des études historiques sur les relations entre judaïsme et christianisme.
Le Parkes Institute, à l'université de Southampton, poursuit son œuvre.

## Biographie
Né dans l'île de Guernesey, James William Parkes fait ses études à l'Elizabeth College de Saint-Pierre-Port. Après avoir servi pendant trois ans dans l'infanterie au cours de la Première Guerre mondiale, il est ordonné prêtre dans l'Église anglicane en 1926. Parkes travaille ensuite de 1928 à 1934 pour l'International Student Service à Genève. Il passe en tout une douzaine d'années sur le continent, où il milite pour la coopération internationale et contre le nazisme.
L'un de ses principaux champs de recherche est l'émergence de l'antisémitisme chrétien fondé sur le Nouveau Testament. Ses premiers textes datent des années 1920, époque où il assiste à la montée de l'antisémitisme en Europe. En 1930, avec The Jew and His Neighbour, il oriente son étude  sur les massacres de Juifs liés à la première croisade. Pour sa thèse de doctorat à l'université d'Oxford, il analyse l'antisémitisme dans sa globalité, ce qui l'amène à en discerner les racines au moment où le christianisme se sépare du judaïsme. Parkes publie ses conclusions dans un livre de  référence, The Conflict of the Church and Synagogue (1934), où il met en parallèle les premières manifestations de l'antisémitisme avec la théologie de la substitution telle  qu'elle est enseignée par la littérature patristique.
Au cours des années 1930, Parkes apporte son aide aux réfugiés juifs et s'engage pour la protection des Juifs menacés par la Shoah. Pendant la Seconde Guerre mondiale, il est l'un des fondateurs du Council of Christians and Jews.
Auteur de nombreuses publications sur le christianisme primitif et l'histoire d'Israël, Parkes a travaillé avec de nombreuses organisations juives. Il a été le président de la Jewish Historical Society of England (1949–1951).
Parkes a fait don à l'université de Southampton de son importante bibliothèque personnelle, consacrée à l'histoire du peuple juif et aux relations entre judaïsme et christianisme, et  initialement  rassemblée à son domicile de Barley, près de Cambridge. Ce fonds, ouvert au public depuis 1965, appartient au pôle de recherche abrité par l'université et dédié à ces thèmes : le Parkes Institute. 

## Choix de publications
- The Jew and His Neighbour : A Study in the Causes of Anti-Semitism, London, Student Christian Movement Press, 1930
- The Conflict of the Church and Synagogue : a Study in the Origins of Anti-Semitism,  London,  Soncino Press, 1934
- The Jew in the Medieval Community, 1938
- Arabsand Jews in the Middle East : A Tragedy of Errors, 1967
- Voyage of Discoveries (autobiographie), 1969